# Juti
Juti é um município do estado de Mato Grosso do Sul.

## História
A vila foi fundada entre 1912 e 1915 por influencia do progresso da extração da erva-mate. O primeiro morador foi Sérgio Maciel de Oliveira, que chegou nos campos de Santa Luzia em 13 de dezembro de 1898, onde construiu uma parada provisória, para daí, seguir em direção leste, margem do rio Laranjaí, ou margem esquerda do rio Amambai. Seus irmãos (Cassimiro e Genésio Maciel) resolveram ficar em Santa Luzia, e foram para a costa do rio Amambaí, no porto Palermo, onde se fixaram definitivamente. Genésio ficou nas cabeceiras do São Lucas, onde ergueu a Fazenda Belo Horizonte. Anos depois começaram a chegar novos moradores tanto para morar quanto para montar seu comércio e a vila foi se desenvolvendo, e entre 1912 e 1920, construiu-se um amontoado de ranchos de capim, tabuinha ou de zinco. A partir de 1920 a vila cresceu assustadoramente, a ponto de se tornar o maior centro comercial da Região, com exceção da Campanário, chegando a ter em média 2.500 casas, entre residências e casas comerciais. O Distrito de Paz de Santa Luzia ou de Juti, como ficou denominado, foi criado para a Vila de Caarapó, pela lei Estadual nº 1.021, de 21 de setembro de 1929, no governo de Mário Correia, governador do Estado de Mato Grosso. A Lei nº1.021 entrou em vigor, na data do seu veredito, no dia 13 de janeiro de 1930. O cartório foi instalado, na vila de Caarapó, em 16 de março de 1930, com a posse das primeiras autoridades: Juiz de Paz, Francisco Serejo e para escrivão de Paz foi nomeado Antônio Batista Júnior. Aníbal Toledo, até então presidente do estado de Mato Grosso e descontente com a perda do mandato, em 30 de novembro de 1930, pouco antes de ser destituído do poder, expediu um ato ou decreto, transferindo a sede do Distrito de Juti, da Vila de Caarapó, para a Vila de Santa Luzia alegando ser um lugar de maior progresso. Ele também era Presidente da Companhia Mate Laranjeira, empresa contrária a toda espécie de ocupação de terras, no sul do Estado de Mato Grosso. A região foi por muitos anos sustentada pelo apoio da Companhia Matte Laranjeira, que nos fins de semana permitia que os seus peões pudessem fazer compras em Santa Luzia. Isso ocorria principalmente nos dias de Semana Santa e nos dias de Carreiradas (Corridas de cavalos), uma das poucas diversões na época. Entre novembro e dezembro de 1930, o cartório foi levado para a Vila de Santa Luzia.
Com a queda do Território Federal de Ponta Porã, em 18 de setembro de 1946, e a decretação do contrato de arrendamento dos ervais pela Companhia Mate Laranjeira no mesmo ano, a Vila entrou em decadência e perdeu a maior parte de sua população. O cartório foi parar em Santa Luzia e a Vila de Caarapó perdeu sua jurisdição de Vila. A condição de distrito e passou a pertencer a Santa Luzia até seu desmembramento, em 1948, com a criação do Cartório ou Distrito de Paz de Caarapó pela Lei nº188 em 16 de novembro de 1948. A vila de Santa Luzia (ou Distrito de Juti), era apenas um ponto de paragem de carreteiros das barrancas dos rios Paraná, Amambaí e Laranjaí que seguiam para Campanário, Ponta Porã, Aquidauana, Nioaque, Porto Murtinho ou Concepcion, no Paraguai. Muito viam na região um recanto, onde a pastagem era abundante e rica em espécies e variedades em teor alimentício. As dificuldades na região eram enormes, visto que a atenção e o auxilio governamental era deficiente, com exceção da ajuda que recebeu da Prefeitura Municipal de Caarapó. A Vila de Santa Luzia, em 1950, estava arruinado e fora ainda mais prejudicado por causa de guerras, pela fome e pela peste.
Em 1977 o município passa a fazer parte do atual estado de Mato Grosso do Sul e em 14 dezembro de 1987, pela lei número 800, foi criado o município de Juti, pelo, então, governador Marcelo Miranda Soares, ficando o mesmo, pertencendo a comarca de Caarapó.

## Geografia

### Localização
A cidade está situado no sul da região Centro-Oeste do Brasil, no Sudoeste de Mato Grosso do Sul (Microrregião de Dourados). Localiza-se a uma latitude 22º51'38" sul e a uma longitude 54º36'10" oeste. Distâncias:
- 306 km da capital estadual (Campo Grande)
- 1 332 km da capital federal (Brasília).

### Geografia física
Solo
Predomina, o Latossolo Vermelho-Escuro de textura média associado a Neossolos, verifica-se ainda, a ocorrência de manchas isoladas de Latossolo  de textura argilosa de baixa fertilidade natural e Argissolos de textura arenosa ou média, com o caráter álico.
Relevo e altitude
Está a uma altitude de 373 m. A geomorfologia encontra-se na Região dos Planaltos Arenítico Basálticos Interiores, dividindo-se em duas unidades geomorfológicas: Divisores das Sub-Bacias Meridionais e Planalto de Dourados. Apresenta relevo plano, geralmente elaborado por várias fases de retomada erosiva, com relevos elaborados pela ação fluvial.
Clima, temperatura e pluviosidade
Está sob influência do clima tropical (AW) e apresenta-se com período de chuvas de novembro a maio, com maior intensidade de dezembro a janeiro e um período seco de um a dois meses em média. A precipitação anual encontra-se entre 1.400 e 1.700mm, sendo bem distribuído durante o ano. 
Hidrografia
Está sob influência da Bacia do Rio da Prata. Principais rios:
- Rio Amambai: afluente pela margem direita do rio Paraná; limite entre os municípios de Amambai e Juti. Possui 340 km de extensão, sendo 90 km navegáveis.
- Rio Bonito: afluente pela margem esquerda do rio Amambai, no município de Juti.
- Rio Guiraí: afluente pela margem direita do rio Ivinhema, limite entre os municípios de Juti e Jateí.
- Rio Gurupaí: afluente pela margem direita do rio Ivinhema, limite entre os municípios de Jateí e Juti.
- Rio Laranjaí: afluente pela margem direita do rio Ivinhema, no município de Naviraí; sua nascente é anterior a uma linha seca de limites no município de Juti.
- Rio Taquara: afluente pela margem esquerda do rio Amambai, no município de Juti.

Vegetação
Se localiza na região de influência do Cerrado. A pastagem plantada corresponde a mais de 90% da área do município. O Cerrado Arbóreo 
Aberto (Campo Cerrado) e a Floresta Estacional complementam a cobertura vegetal.

### Geografia política
Fuso horário
Está a -1 hora com relação a Brasília e -4 com relação a Meridiano de Greenwich.
Área
Ocupa uma superfície de de 1 584,599 km².
Subdivisões
Juti (sede) e Porto Felicidade.
Arredores
Caarapó, Amambai, Vicentina, Jateí, Naviraí e Iguatemi

## Demografia
Sua população, conforme estimativas do IBGE de 2018, era de 6 638 habitantes.